# Campionati del mondo di ciclismo su strada 2002 - Cronometro maschile Under-23
La cronometro maschile Under-23 dei Campionati del mondo di ciclismo su strada 2002 è stata corsa l'8 ottobre in Belgio, nei dintorni di Heusden-Zolder, su un percorso di 33,2 km. L'oro andò al lituano Tomas Vaitkus che vinse con il tempo di 38'40"80 alla media di 51,5 km/h, argento al russo Aleksandr Bespalov e a completare il podio il portoghese Sérgio Paulinho.

## Classifica (Top 10)
| Pos. | Corridore          | Squadra     | Tempo     |
| ---- | ------------------ | ----------- | --------- |
| 1    | Tomas Vaitkus      | Lituania    | 38'40"80  |
| 2    | Aleksandr Bespalov | Russia      | a 41"69   |
| 3    | Sérgio Paulinho    | Portogallo  | a 1'28"96 |
| 4    | Jonas Olsson       | Svezia      | a 1'31"20 |
| 5    | Markus Fothen      | Germania    | a 1'32"95 |
| 6    | Aleksandr Arekeev  | Russia      | a 1'39"80 |
| 7    | Sébastien Rosseler | Belgio      | a 1'40"67 |
| 8    | Niels Scheuneman   | Paesi Bassi | a 1'49"09 |
| 9    | Gregor Gazvoda     | Slovenia    | a 1'50"07 |
| 10   | Christophe Kern    | Francia     | a 1'50"75 |